# Tha Chang
Tha Chang (em tailandês: อำเภอท่าฉาง) é um distrito da província de Surat Thani, no sul da Tailândia. É um dos 19 distritos que compõem a província. Sua população, de acordo com dados de 2012, era de 33 111 habitantes. Sua área territorial é de 1.167,7 km².
Foi elevado à categoria de distrito em 1 de agosto de 1938.